# Vantaa
Vantaa (în suedeză Vanda) este un oraș și comună de pe coasta sudică a Finlandei. Orașul face parte din zona urbană Helsinki. Vantaa este al patrulea cel mai mare oraș din Finlanda, cu o populație de 200.945 de persoane în 2011. Este cunoscut pentru că este locul unde a fost construit aeroportul internațional Helsinki-Vantaa, care este cel mai mare aeroport din Finlanda și baza pentru Finnair.